# 安德烈斯·赫克托·卡瓦略
安德烈斯·赫克托·卡瓦略·阿科斯塔（西班牙語：Andrés Héctor Carvallo Acosta，1862年11月16日—1934年8月16日）是一名巴拉圭政治人物，1902年擔任巴拉圭總統。
卡瓦略曾擔任眾議院議長。之後，他在1898年至1902年期間擔任巴拉圭副總統，並在1902年1月9日至1902年11月25日期間擔任巴拉圭代理總統。他是國家共和聯盟成員。